# Marcel Guillet
Marcel Charles Julien Guillet, né le 18 septembre 1894 et mort le 27 décembre 1985, est un architecte et enseignant français.

## Biographie
Fils de Charles Jean-Baptiste Guillet (1864-1914), commis des Ponts-et-Chaussées;, et de son épouse Marie Brunel (1869-19..), il est admis en 2ème Classe à l'école régionale d'architecture de Rennes le 6 juillet 1912, obtient un totale de 22 valeurs, avec pour sujet Une piscine et ses dépendances et sollicite son inscription à l'École des Beaux-arts de Paris, son père étant mort en juillet 1914 et lui même devant se marier dans cette ville. Il obtient l'autorisation par un arrêté ministériel en date du 15 juillet 1919, et intègre donc la prestigieuse école dans les ateliers de Jean-Louis Pascal (1837-1920), puis à la mort du maître en mai 1920, dans ceux d' Alfred-Henri Recoura (1864-1940). Il est subventionné par le département d'Ille-et-Vilaine entre 1920 et 1925.
Reçu en 1ère Classe le 22 mars 1921, avec un total de 11 valeurs dont une 3ème Médaille en législation du bâtiment et 2 première Secondes Médailles en projet rendu et au concours Godebœuf le 18 décembre 1923. Il est diplômé de la 129ème promotion, le 24 février 1925 avec pour sujet un projet d'une école de filles à Saint-Pol-de-Léon, dans le département du Finistère .
Marcel Guillet commence sa carrière d'architecte à l'autre bout du monde, à Tianjin, pour les établissements Brossard et Mopin, puis Shangaï en Chine chef du service du bureau d'architecture de Crédit foncier de l'Extrême-Orient. De retour en France en 1934, il s'installe à Rennes au no 15 quai Lamartine de 1937 à 1939, puis au no 52 Boulevard de la Liberté de 1942 à 1960. Membre de la S.A.D.G. de 1935 à 1939, également membre de la S. N et de la S.R. des architectes de l'Ille-et-Vilaine de 1936 à 1939.
Il est enseignant en 1939 à l'école régionale des beaux-arts de Rennes, ainsi qu'au Lycée de la Ville de Rennes. Il s'inscrit à l'Ordre des architectes le 6 mai 1943, 
Dès la fin de la guerre, il subventionne en 1945, le club d'aviron de la Société des Régates de Rennes.
Cofondateur du Lions Clubs de Rennes en 1956. Il est inscrit à l'honorariat le 26 mars 1960.

## Réalisations
- 1931 et 1932 : Hôtel municipal de la Concession française et le Cercle français à Tianjin, conçus par les architectes Léo Mendelssohn (1894-1965), et Marcel Guillet pour le compte du Crédit Foncier d'Extrême-Orient en Chinois : 义品放款银行 Yi pin fangkuan yinhang ou 义品地产公司 Yi pin dichan gongsi –[Note 1] , [3]
- 1939-1940 : Sa propre maison 143 rue d'Antrain à Rennes
- Plusieurs maisons individuelles à Rennes

## Décorations
- Médaille militaire
- Croix de guerre 1914–1918
- Officier d'académie

## Élèves notoires
- À l'école régionale des beaux-arts de Rennes :
  - Joseph Archepel, verrier, de 1942 à 1944 ;
  - Frédéric Back, cinéaste, de 1940 à 1942 ;
  - Geoffroy Dauvergne, peintre, de 1942 à 1944 ;
  - Roland Guillaumel, sculpteur, de 1942 à 1944 ;
  - Henri Huet, photographe de guerre, de 1942-1944 ;
  - Roger Marage, graveur, de 1942 à 1944.
- À l'École régionale d’architecture de Rennes
  - Yves Guillou (1915-2004), élève architecte en 1935
- Au Collège des garçons de Rennes
  - Jean-Gérard Carré (1926-?), architecte